# Bumba Meu Boi
Bumba Meu Boi je interaktivna igra, ki jo slavijo v Braziliji. Nastala je v 18. stoletju. Je oblika družbene kritike. Brazilci iz nižjega razreda se posmehujejo in kritizirajo tiste z višjim družbenim statusom prek komične folklorne zgodbe, pripovedovane v pesmi in plesu. Čeprav mednarodno ni tako znana kot karneval in drugi brazilski festivali, je starejša in globoko zakoreninjena v kulturi Brazilije. Pripoved se lahko razlikuje glede na regijo in družbeno okolje, v katerem se izvaja. Vendar njena bistvena tema ostaja ista, s poudarkom na smrti in vstajenju vola.
Glavne figure vključujejo vola, belega gospodarja (Cavalo Marinho v Pernambucu), temnopolto nosečnico (Catirina), Vaqueira ali kavboja (Mateus, Chico ali Pai Francisco), druge vaqueiros (kavboje), índios, índias in caboclos (avtohtono prebivalstvo), duhovnika in zdravnika (ali avtohtone zdravilce, pajés). Občinstvo je tudi ključna sestavina predstave, saj strastni odzivi gledalcev poskrbijo za razgibano vzdušje. Poleg tega je znano, da izvajalci postanejo igrivo fizični z občinstvom.
Danes je Bumba Meu Boi ločena na tradicionalne in sodobne prakse. Vendar pa je po vsej državi mogoče najti samo tradicionalne oblike. Obe različici si lahko v Braziliji ogleda od 13. do 29. junija ter od 25. decembra (božič) do 6. januarja.
Kulturni kompleks Bumba-meu-boi iz Maranhaa (Cultural Complex of Bumba-meu-boi from Maranhão) je UNESCO decembra 2019 razglasil za nesnovno kulturno dediščino človeštva. Kulturni kompleks Bumba-meu-boi iz Maranhaa je obredna praksa, ki vključuje oblike glasbenega, koreografskega, uprizoritvenega in ludističnega izražanja, v katerem odnos praktikantov do svetega posreduje figura vola. Praksa ima določene ključne razlikovalne elemente: cikel življenja; mistično-religiozno vesolje; in sam vol. Praksa je močno nabita s simboliko: s reprodukcijo cikla rojstva, življenja in smrti ponuja metaforo za sam človeški obstoj. Skupine Bumba iz Maranhaa vsako leto znova izumijo to praznovanje, ustvarjajo pesmi, komedije, vezenine na volovem usnju in kostume nastopajočih. Razdeljene na pet glavnih 'poudarkov' s posebnimi značilnostmi si skupine, čeprav raznolike, delijo letni koledar nastopov in praznovanj. Festivalski cikel – ki doseže vrhunec konec junija – lahko traja štiri do osem mesecev in obsega naslednje faze: vaje; predsezona; krsti; javne predstave ali "brincadas"; in obredi ob smrti vola.

## Bumba meu boi v Maranhau
V zvezni državi Maranhão je skoraj sto skupin bumba-meu-boi, ki so razdeljene na več sotaque. Vsaka sotaque (kar pomeni 'naglas') ima svoje značilnosti, ki se kažejo v oblačilih, izbiri inštrumentov, vrsti glasbene kadence in koreografijah. Sotaques so: matraca, zabumba, orquestra, iz Baixada Maranhense, in costa de mão, ki se pojavljajo zlasti v mesecu juniju, v Festas Juninas, v krajih, imenovanih Arraiais.
Vključuje več likov, kot so lastnik kmetije (amo ali gospodar), Pai Francisco (vaqueiro, kavboj ali suženj), njegova žena Catirina, kavboji (vaqueiros), índios, índias in caboclos (avtohtoni ljudje), vol in cazumbás. Zgodba spominja na tipično zgodovino družbenih in gospodarskih odnosov v regiji v kolonialnem obdobju, ki so jo zaznamovali monokultura, ekstenzivna živinoreja in suženjstvo, mešanje evropske, afriške in avtohtone kulture.
Bumba-meu-boi vključuje predanost svetnikom junija sveti Janez, sveti Peter in sv. Martial in je najpomembnejša manifestacija popularne kulture v državi, ki pritegne na tisoče ljudi. Praznik svetega Petra in svetega Martiala zaznamuje konec praznikov Junina. Na god svetega Petra (29/06) se različne skupine volov odpravijo h kapeli svetega Petra, da bi se junijskemu času zahvalile za blagoslov.

## Zgodovina
Predlaganih je bilo veliko različnih izvorov Bumba Meu Boi. Vendar pa najpogosteje verjamejo, da je iz brazilskih skupnosti nižjega razreda iz sredine 18. stoletja, ki jim je ostalo zelo malo od bogatih in so bili prisiljeni živeti grozljiva življenja. V teh težkih razmerah se je rodil Bumba Meu Boi, da bi prinesel veselje tem prikrajšanim skupnostim in moškim zagotovil notranjo obliko upora. Te skupnosti so sestavljali sužnji in podeželski delavci. Torej je bil Bumba Meu Boi že od samega začetka ustvarjen iz ljudi mešanega porekla. To je pomembno, ker festival odreže kakršnih koli rasnih vezi.
Ko je v 21. stoletju postal bolj priljubljen v severovzhodnih skupnostih, so jo ljudje začeli izvajati za zabavo drugih in ne zgolj za samozabavo. Na tej točki se je razvila iz družinske v skupno. To je postalo tudi pomembnejše v družbenem življenju brazilskih nižjih razredov, saj je vse zbližalo. Do 20. stoletja je predstava postala letni in dvoletni dogodek ter prešla v sodobno obliko festivala. Skozi 20. stoletje in na prelomu 21. stoletja je festival doživel veliko popularizacijo in se razširil na vse konce naroda. To je povzročilo velike različice festivala, ki se je oblikoval, odvisno od osrednjih vrednot vsake skupnosti, v kateri se praznuje. Danes lahko njegove različice in Brazilce, ki jih praznujejo, razvrstimo v dve glavni kategoriji ljudi. Obstajajo tisti, ki še naprej praznujejo festival v njegovih tradicionalnih oblikah, ki večinoma živijo v severnih, severovzhodnih in amazonskih mestih in vaseh, zlasti v Maranhau, čeprav obstaja tudi v osrednjih regijah. Te oblike festivala še vedno ohranjajo velik poudarek na uporniških značilnostih igre do višjega razreda, kar brazilskemu nižjemu sloju zagotavlja močno kulturno povezavo z brazilsko preteklostjo. Potem so tu še tisti, ki sprejemajo njegovo sodobno obliko, ki se vedno bolj prilagaja sodobnim trendom in jo vzbujajo mediji. Te oblike festivala omogočajo Brazilcem, da sprejmejo bolj aktualne, praznične kulture Brazilije. Racionalno ta oblika obstaja v bolj naseljenih, moderniziranih mestih, kot je Rio de Janeiro, in tradicionalisti menijo, da je izgubila pomen praznovanja.
Vol je bil postavljen v središče, ker je takrat zaradi uporabe v kmetijstvu veljal za žival visokega gospodarskega pomena. Voli so bili zelo vključeni tudi v družabno življenje kolonistov, saj so bile zelo priljubljene bikoborbe in ples s teleti. Ti naj bi bili preneseni iz portugalskih družin nižjega razreda, saj je podobne družbene dejavnosti na Portugalskem mogoče izslediti veliko dlje.
Dobesedni prevod za bumba my ox bi lahko bil 'pleši moj vol'.